# Nà Mường
Nà Mường là một xã thuộc huyện Mộc Châu, tỉnh Sơn La, Việt Nam.
Xã Nà Mường có diện tích 24,76 km², dân số năm 1999 là 3.543 người, mật độ dân số đạt 143 người/km².